# Treron pembaensis
Il piccione verde di Pemba o piccione verde delle Isole Pemba (Treron pembaensis Pakenham, 1940) è un uccello della famiglia dei Columbidi diffuso sull'isola di Pemba.